# Eugen Polanski
Eugen Polanski (phát âm tiếng Ba Lan: [ˈɔjɡɛn pɔˈlanskʲi]; tên khai sinh Bogusław Eugeniusz Polański sinh ngày 17 tháng 3 năm 1986) là một cựu cầu thủ bóng đá chuyên nghiệp người Ba Lan thi đấu ở vị trí tiền vệ phòng ngự.
Anh có tổng cộng 254 trận ra sân tại Bundesliga và sở hữu 14 bàn thắng qua 12 mùa giải, từng khoác áo Borussia Mönchengladbach, Mainz 05 và Hoffenheim. Anh cũng từng chơi tại La Liga trong màu áo Getafe.
Polanski là tuyển thủ quốc gia Ba Lan thi đấu tại Giải vô địch bóng đá châu Âu 2012.

## Sự nghiệp cấp câu lạc bộ
Sinh ra tại Sosnowiec, Ba Lan, Polanski chuyển đến Đức khi còn bé và gia nhập các lứa trẻ của Borussia Mönchengladbach năm 8 tuổi. Mùa 2004–05, vào ngày 12 tháng 2 năm 2005, anh có trận ra mắt đội một và Bundesliga trong trận thua 0–2 trên sân của SV Werder Bremen và đó cũng là lần xuất hiện duy nhất của anh ở mùa giải đó.
Polanski ghi bàn thắng cấp độ chuyên nghiệp đầu tiên trong trận hòa 1–1 trên sân nhà trước Bayer 04 Leverkusen vào ngày 19 tháng 11 năm 2005 và tiếp tục chơi bóng ở mùa giải kế tiếp. Tuy nhiên ở mùa 2007–08, khi chiến dịch kết thúc, anh chỉ góp mặt trong 9 trận đấu ở giải hạng hai.
Sau khi hợp đồng tại Borussia đáo hạn vào tháng 6 năm 2008, Polanski đồng ý chuyển tới câu lạc bộ Getafe CF của La Liga. Ở mùa giải đầu tiên và duy nhất của anh, khi đội bóng từ Madrid xếp trên khu vực xuống hạng chỉ một bậc, anh là lựa chọn đầu tiên thường đóng cặp với Javier Casquero.
Ngày 12 tháng 6 năm 2009, Polanski bị đem cho mượn 1. FSV Mainz 05 dưới dạng dài hạn. Tuy nhiên vào tháng sau, giao kèo được gia hạn thêm một năm nữa, cùng với các câu lạc bộ đạt thỏa thuận bán đứt vào tháng 11 năm 2010.
Ngày 25 tháng 1 năm 2013, Polanski gia nhập câu lạc bộ TSG 1899 Hoffenheim ở hạng đầu và ký một giao kèo đến 2015.

## Cấp đội tuyển
Polanski từng ra sân cho tuyển Đức tại nhiều cấp độ đội tẻ, thường được đeo băng thủ quân. Anh là thành viên chủ chốt của U-21 Đức tại Giải vô địch bóng đá U-21 châu Âu 2006, ghi được một bàn thắng từ xa trong trận gặp Serbia và Montenegro; Phong độ cao giúp anh nhận được lời hỏi mua từ AS Monaco FC để có được sự phục vụ của anh, song Mönchengladbach đã từ chối lời mời.

## Thống kê sự nghiệp
| Câu lạc bộ               | Mùa                | Giải               | Giải    | Giải      | Cúp1    | Cúp1      | Lục địa2 | Lục địa2  | Khác3   | Khác3     | Tổng cộng | Tổng cộng |
| Câu lạc bộ               | Mùa                | Hạng đấu           | Số trận | Bàn thắng | Số trận | Bàn thắng | Số trận  | Bàn thắng | Số trận | Bàn thắng | Số trận   | Bàn thắng |
| ------------------------ | ------------------ | ------------------ | ------- | --------- | ------- | --------- | -------- | --------- | ------- | --------- | --------- | --------- |
| Borussia Mönchengladbach | 2004–05            | Bundesliga         | 1       | 0         | 0       | 0         | —        | —         | —       | —         | 1         | 0         |
| Borussia Mönchengladbach | 2005–06            | Bundesliga         | 21      | 1         | 1       | 0         | —        | —         | —       | —         | 22        | 1         |
| Borussia Mönchengladbach | 2006–07            | Bundesliga         | 22      | 0         | 0       | 0         | —        | —         | —       | —         | 22        | 0         |
| Borussia Mönchengladbach | 2007–08            | 2. Bundesliga      | 9       | 0         | 0       | 0         | —        | —         | —       | —         | 9         | 0         |
| Borussia Mönchengladbach | Tổng cộng          | Tổng cộng          | 53      | 1         | 1       | 0         | —        | —         | —       | —         | 54        | 1         |
| Getafe                   | 2008–09            | La Liga            | 26      | 0         | 2       | 0         | —        | —         | —       | —         | 28        | 0         |
| Mainz 05                 | 2009–10            | Bundesliga         | 21      | 1         | 0       | 0         | —        | —         | —       | —         | 21        | 1         |
| Mainz 05                 | 2010–11            | Bundesliga         | 28      | 0         | 1       | 0         | —        | —         | —       | —         | 29        | 0         |
| Mainz 05                 | 2011–12            | Bundesliga         | 26      | 3         | 0       | 0         | 2        | 0         | —       | —         | 28        | 3         |
| Mainz 05                 | 2012–13            | Bundesliga         | 12      | 0         | 1       | 0         | —        | —         | —       | —         | 13        | 0         |
| Mainz 05                 | Tổng cộng          | Tổng cộng          | 87      | 4         | 2       | 0         | 2        | 0         | 0       | 0         | 91        | 4         |
| Mainz II                 | 2011–12            | Regionalliga West  | 1       | 0         | —       | —         | —        | —         | —       | —         | 1         | 0         |
| 1899 Hoffenheim          | 2012–13            | Bundesliga         | 11      | 0         | 0       | 0         | —        | —         | 2       | 0         | 13        | 0         |
| 1899 Hoffenheim          | 2013–14            | Bundesliga         | 32      | 3         | 4       | 0         | —        | —         | —       | —         | 36        | 3         |
| 1899 Hoffenheim          | 2014–15            | Bundesliga         | 30      | 5         | 3       | 1         | —        | —         | —       | —         | 33        | 6         |
| 1899 Hoffenheim          | 2015–16            | Bundesliga         | 27      | 1         | 1       | 0         | —        | —         | —       | —         | 28        | 1         |
| 1899 Hoffenheim          | 2016–17            | Bundesliga         | 14      | 0         | 0       | 0         | —        | —         | —       | —         | 14        | 0         |
| 1899 Hoffenheim          | 2017–18            | Bundesliga         | 9       | 0         | 1       | 0         | 4        | 0         | —       | —         | 14        | 0         |
| 1899 Hoffenheim          | Tổng cộng          | Tổng cộng          | 123     | 9         | 9       | 1         | 4        | 0         | 2       | 0         | 138       | 10        |
| Tổng kết sự nghiệp       | Tổng kết sự nghiệp | Tổng kết sự nghiệp | 290     | 14        | 14      | 1         | 6        | 0         | 2       | 0         | 312       | 15        |

- 1.^ Tính cả Cúp bóng đá Đức và Cúp Nhà vua Tây Ban Nha.
- 2.^ Tính cả UEFA Europa League.
- 3.^ Tỉnh các trận playoff thăng hạng.